# Nikolaï Riabouchinski
Nikolaï Riabouchinski (en russe : Николай Павлович Рябушинский ; 1877—1951) est un mécène russe, issu du clan russe des marchands et banquiers Riabouchinski. Rédacteur-éditeur du mensuel d'art et de littérature Toison d'or, qui parut de 1906 à 1909. Il organisa en 1907 l'exposition de peinture de la Rose bleue. Il est l'auteur de quelques livres de poésie écris sous le pseudonyme de Chinski. Il peignait également lui-même en suivant les conseils de Sergueï Vinogradov.

## Biographie
Riabouchinski est né le 12 mai (24 mai dans le nouveau calendrier) 1877 à Moscou.
C'est le fils prodigue d'une famille de banquiers. Il est passionné, original et excentrique et souhaite jouer un rôle dans la renaissance artistique en Russie. S'il lui manque l'érudition et l'envergure de Diaghilev il possède par contre une fortune ainsi qu'une ambition qui lui permet de rivaliser d'influence avec l'intelligentsia. L'édition d'une luxueuse revue d'art telle que la Toison d'or ne pouvait que lui apporter le prestige auquel il aspirait. Ces liens avec Paris apportaient à sa revue un échange d'idées beaucoup plus vaste qu'auparavant.

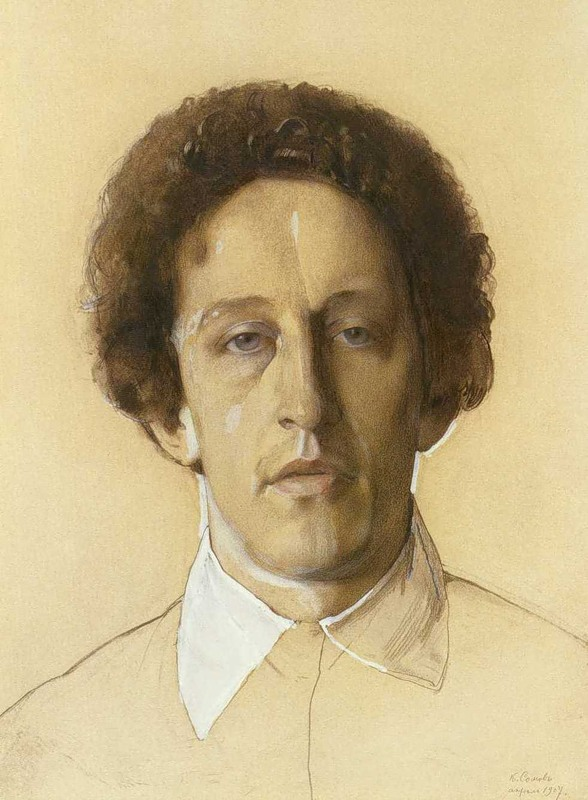
Alexandre Blok par Somov en 1907

À Moscou, il avait fait construire la maison « Le Cygne noir » située dans le parc Petrovski. Il était connu sous le nom de « Nikolacha », il n'était pas fort pris au sérieux dans ses affaires.
Derrière la façade néo-classique du « Cygne noir » il accueillait les évènements les plus bizarres : il y avait une cage de lions et de tigres au jardin et l'intérieur formait un bric-à-brac de souvenirs exotiques.
Cet immeuble fut dévasté par un incendie en 1914 et Riabouchinski y perdit de nombreuses œuvres de grande valeur (dont des Rouault) dont certaines avaient été publiées par la revue la Toison d'or, ce qui a permis d'en garder au moins la trace photographique.
Il se montrait généreux pour les artistes et c'est lui qui passa commande de portraits d'écrivains contemporains, tel celui d'Alexandre Blok par Constantin Somov et celui de Valéri Brioussov par Mikhaïl Vroubel.

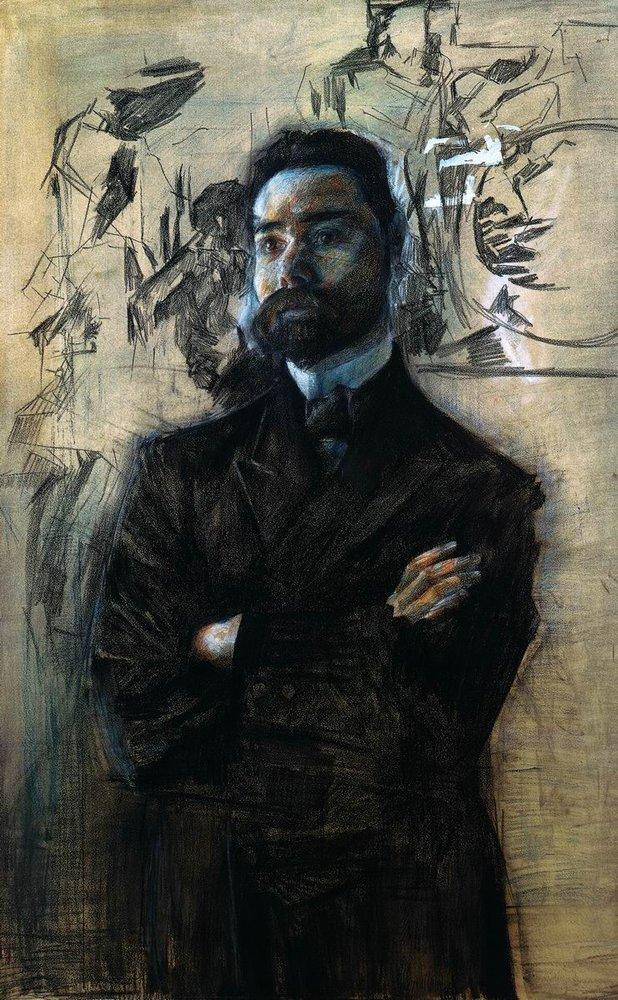
Portrait de Valéri Brioussov par Mikhaïl Vroubel en 1906

C'est à son initiative que fut tenue l'exposition de mars 1907 à Moscou qui réunit les symbolistes russes regroupés sous le nom de la « Rose bleue ». Elle se tint dans la faïencerie du fabricant M. S. Kouznetsov rue Miasnitskaia.
Il participa aussi avec la Toison d'or à l'organisation des trois expositions en 1908 en 1909 et en 1910.
Il voyage beaucoup et vit à Moscou, visite New York en 1916 avant de s'installer à Saint-Pétersbourg (1917-1922) puis en France.
Il meurt en avril 1951 à Nice en France. Il avait créé dans cette ville une boutique d'antiquité dénommée « La Rose bleue ».